# Trường Đại học Trí tuệ nhân tạo Mohamed bin Zayed
Trường Đại học Trí tuệ nhân tạo Mohamed bin Zayed (tiếng Anh: Mohamed Bin Zayed University of Artificial Intelligence), viết tắt MBZUAI, là trường đại học có trụ sở tại Abu Dhabi, Các Tiểu vương quốc Ả Rập Thống nhất. Hiệu trưởng hiện nay là Giáo sư Eric Xing (Hình Ba), được bổ nhiệm vào tháng 1 năm 2021. J. Michael Brady có công thành lập trường và là hiệu trưởng lâm thời. Giáo sư Ling Shao (Thiệu Lãnh) là người khởi xướng và là phó hiệu trưởng phụ trách việc điều hành trường.
Việc thành lập MBZUAI là một phần trong chiến lược của Các Tiểu vương quốc Ả Rập Thống nhất về Trí tuệ nhân tạo đến năm 2031 cùng với việc bổ nhiệm Bộ trưởng Bộ Ngoại giao về Trí tuệ Nhân tạo đầu tiên trên thế giới.
Tính đến tháng 6 năm 2022, MBZUAI đứng thứ 127 trên toàn cầu theo xếp hạng của CSRankings dựa trên tiêu chí về việc tổ chức tiến hành nghiên cứu về khoa học máy tính. Đặc biệt trong lĩnh vực trí tuệ nhân tạo, thị giác máy tính, học máy và xử lý ngôn ngữ tự nhiên, trường hiện đứng thứ 30 toàn cầu.
Trường đại học hỗ trợ học bổng toàn phần, bao gồm các phúc lợi như trợ cấp hàng tháng, bảo hiểm y tế và chỗ ở cho các sinh viên xuất sắc. Trường đại học cũng đảm bảo việc thực tập bằng cách kết nối với các công ty địa phương và toàn cầu. Lớp sinh viên chính quy đầu tiên dự kiến sẽ bắt đầu học vào tháng 9 năm 2020, nhưng do đại dịch COVID-19 nên khóa học được dời sang tháng 1 năm 2021.

## Học thuật
Trường đại học cho phép sinh viên đã tốt nghiệp được học tiếp thông qua chương trình sau đại học, tập trung vào các thành phần cốt lõi của ngành AI: Thị giác máy tính, Học máy và Xử lý ngôn ngữ tự nhiên. Sinh viên hoàn thành chương trình sau khi hoàn tất việc nghiên cứu chuyên sau và tập trung vào AI thực tiễn.

## Chương trình chuyên nghiệp
Vào tháng 10 năm 2021, trường đại học đã triển khai Chương trình Điều hành (Executive Program) nhằm hỗ trợ những người có mong muốn triển khai AI cho tổ chức, công ty của họ.
Chương trình Điều hành của MBZUAI bao gồm các giảng viên:
- Pieter Abbeel – Đại học California, Berkeley
- Sir J. Michael Brady – Đại học Oxford
- Justine Cassell – Viện nghiên cứu AI Paris (PRAIRIE)
- Michael I. Jordan – Đại học California, Berkeley
- Thomas Mitchell – Đại học Carnegie Mellon
- David Parkes – Đại học Harvard
- Daniela Rus – Viện Công nghệ Massachusetts (MIT)

Vào tháng 3 năm 2022, khóa đầu tiên của Chương trình Điều hành hoàn thành. Khóa thứ 2 bắt đầu vào tháng 3 năm 2022.

## Nghiên cứu
Trường đại học đóng vai trò là trung tâm nghiên cứu và giáo dục về AI.